# Viết tắt
Viết tắt là một dạng rút gọn cách viết của một từ hoặc từ ngữ. Thông thường, nó bao gồm một hoặc nhiều chữ cái lấy từ chính từ ngữ được viết tắt. Ví dụ chữ point có thể được viết tắt thành "pts", "không" viết tắt thành "ko", "kg" hoặc "k". Viết tắt thường được sử dụng khi cần viết vội, từ ngữ quá dài, hoặc khoảng trống (trên giấy, bảng hiệu) không đủ để viết nguyên cả từ ngữ. Với kỹ thuật tin học và sự phát triển của các ngành thông tin mới như điện thoại thông minh, máy tính bảng, cách đánh chữ cũng đã thay đổi và hiện tượng viết tắt càng phổ biến với nhiều cách viết chưa từng thấy trong tiếng như dưới dạng sách báo. Viết tắt giúp giảm ký tự tối ưu hơn, tiết kiệm mực và giấy, giảm bộ nhớ lưu trữ văn bản. Tuy nhiên viết tắt cũng khiến các vấn đề khác nảy sinh như tối nghĩa hay nhầm nghĩa.